# Krino (Gemahlin des Danaos)
Krino (altgriechisch Κρινώ Krinṓ) ist in der griechischen Mythologie eine der Gattinnen des Danaos, dem sie vier Töchter gebar: Kallidike, Oime, Kelaino und Hyperippe.
Nach der Massenhochzeit der 50 Töchter des Danaos mit den 50 Söhnen des Aigyptos, bei der das Los über die Paarbildungen entschied, töteten auch die Töchter der Krino ihre Ehemänner in der Hochzeitsnacht.